# Villy Haugen
Pour les articles homonymes, voir Haugen.
Villy Haugen, né le 27 septembre 1944 à Leksvik, est un patineur de vitesse norvégien.

## Biographie
En 1964, Villy Haugen est troisième des championnats norvégiens sur 1 500 mètres. La même année, il surprend en s'adjugeant la médaille de bronze sur la même distance aux Jeux olympiques d'hiver de 1964 à Innsbruck, en Autriche.

## Records personnels
| Distance      | Temps         | Année |
| ------------- | ------------- | ----- |
| 500 mètres    | 41 s 1        | 1964  |
| 1 500 mètres  | 2 min 9 s 9   | 1965  |
| 5 000 mètres  | 8 min 17 s 5  | 1965  |
| 10 000 mètres | 17 min 47 s 2 | 1966  |